# Heteronyx calidus
Heteronyx calidus är en skalbaggsart som beskrevs av Blackburn 1910. Heteronyx calidus ingår i släktet Heteronyx och familjen Melolonthidae. Inga underarter finns listade i Catalogue of Life.